# فرودگاه پارک ملی هوانگ
فرودگاه پارک ملی هوانگ (به انگلیسی: Hwange National Park Airport) یک فرودگاه همگانی با کد یاتا HWN است که یک باند فرود آسفالت دارد و طول باند آن ۴۶۰۰ متر است. این فرودگاه در کشور زیمبابوه قرار دارد و در ارتفاع ۱۰۸۰ متری از سطح دریا واقع شده‌است.